# Endless Legend
Endless Legend est un jeu vidéo 4X, développé par Amplitude Studios et édité par Iceberg Interactive, sorti en septembre 2014.

## Accueil
- Canard PC : 8/10[3]
- Eurogamer Allemagne : 80 %[4]
- GameSpot : 8/10[5]
- IGN : 8,3/10[6]
- Jeuxvideo.com : 17/20[7]